# Schwabach (Rednitz)
Die Schwabach ist ein Fluss in Mittelfranken, der nach 23 km Lauf im Wesentlichen nach Osten im Stadtteil Limbach der kreisfreien Stadt Schwabach von links in die Rednitz mündet.

## Geographie

### Ursprung

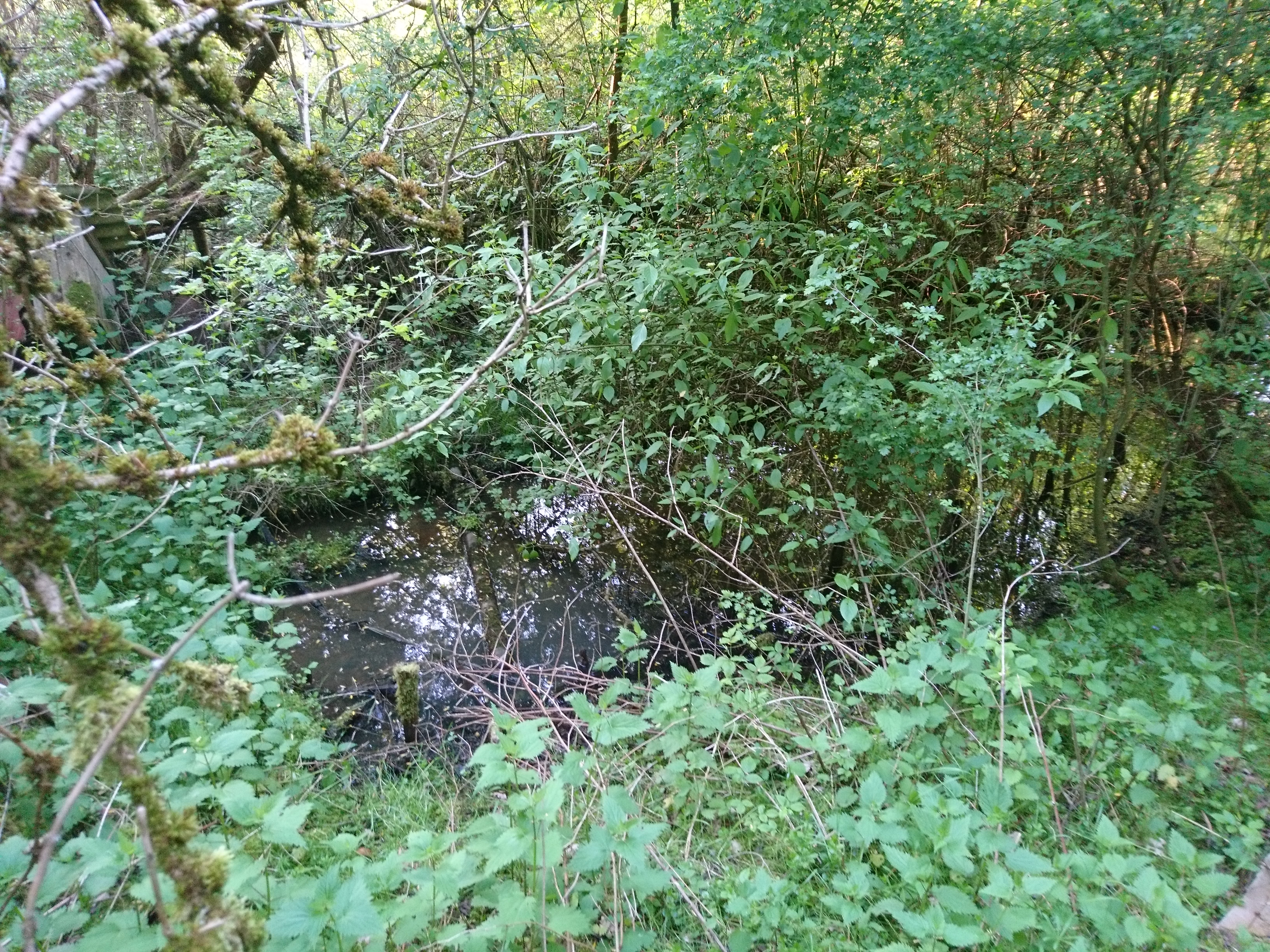
Schwabachquelle in Heilsbronn

Die Schwabach entsteht in zwei Ästen im und am Rand des Ketteldorfer Waldes westlich von Heilsbronn im Landkreis Ansbach. Der kürzere linke Ast, dessen Beginn auf Karten als Schwabachquelle beschriftet ist, entspringt auf wenig über 410 m ü. NN etwa einen Kilometer westlich des Marktplatzes unmittelbar jenseits der Trasse der Bahnstrecke Crailsheim–Nürnberg. Nach Unterquerung dieser und einem kurzen Lauf nach Osten von weniger als einem halben Kilometer läuft er am westlichen Ortsrand mit dem längeren rechten Ast zusammen. Dieser beginnt seinen Lauf auf knapp 425 m ü. NN inmitten des Ketteldorfer Waldes zwischen der Bahnlinie im Nordwesten und der B 14 im Südosten, durchzieht nordostwärts ein Waldtal, sodann an dessen Ende nacheinander zwei Teiche und danach noch etwas Feld- und Wiesenflur kurz vor Heilsberg, um sich nach etwa 1,3 km Lauf mit dem linken Zweig zu vereinen.

### Verlauf
Die Schwabach läuft in der Folge bis fast zur Mündung sehr beständig nach Osten. Zunächst durchzieht sie das Zentrum von Heilsbronn, unterquert die den Ort im Südosten umgehende B 14 und passiert anschließend Weiterndorf am linken Ufer, worauf ihr von links das in der Gewerbezone im Nordosten Heilsbronns entstehende Sichertbächlein zumündet. Nach dem Zulauf des rechten Weißenbronner Bächleins durchquert sie Göddeldorf.
Unterhalb tritt sie über die Grenze zum Landkreis Roth aufs Gemeindegebiet von Rohr über. Darin mündet von links der Erlbach, wonach sie gleich danach den namengebenden Hauptort durchquert. Nach dem am Fluss folgenden Leuzdorf mündet von links der Schwallbach auf inzwischen 339,5 m ü. NN. In der Gemeindegemarkung durchquert sie noch Kottensdorf und Gustenfelden und teilt sich daraufhin in zwei parallel laufende Äste.
Danach fließt sie ins Gebiet der kreisfreien Stadt Schwabach ein, wo sie zuerst Unterreichenbach am rechten Ufer passiert, durch das die Volkach zufließt. Der linke Ast des Flusses teilt sich dort nochmals. Nun fließen links Nadlersbach, in der Mitte Mittelbach und rechts die Schwabach selbst parallel zwischen neueren Vierteln von Schwabach, die die Hänge beidseits einnehmen. In der in der Aue liegenden Stadtmitte kommen die drei Zweige zusammen. Abwärts davon weichen die äußeren Stadtteile wieder auf die das Tal begleitenden Hänge und Hügel zurück. Nun quert die Bahnstrecke Treuchtlingen–Nürnberg auf einer Brücke den Fluss. Kurz nach dieser Brücke kehrt sich die Schwabach für die letzten 1,5 km ihres Laufs nach Norden und passiert auf dem linken Hang den Stadtteil Limbach. Die Schwabach mündet auf 308,8 m ü. NN von links in die Rednitz.
Von der auf Karten markierten tieferen Flurquelle des linken Oberlaufs an hat die Schwabach eine Länge von 23,0 km und ein mittleres Sohlgefälle von 4,5 ‰. Von der Waldquelle an ist sie etwa 23,9 km lang und fällt im Mittel um 4,8 ‰. Ihr in Richtung des Flusslaufs langgestrecktes Einzugsgebiet umfasst 108 km².

### Zuflüsse und Nebenläufe
Zuflüsse von der Quelle bis zur Mündung. Länge, Einzugsgebiet, Höhe in der Regel nach dem BayernViewer. Andere Quellen sind vermerkt.
Schwabachquelle auf etwa 413 m ü. NN etwa 1,0 km westlich des Marktplatzes von Heilsbronn im Landkreis Ansbach an der Nordwestseite der Bahnstrecke Crailsheim–Nürnberg,  Der Bach folgt ihr zunächst kurz, unterquert sie in Richtung Westen und läuft ein Stück verdolt. Dieser Zweig ist bis zum Zusammenfluss mit dem rechten etwa 0,4 km lang.
- (Längerer Quellast), von rechts und Südwesten auf etwa 408 m ü. NN zwischen Philosophenweg rechts und Grenzweg links am westlichen Ortsrand von Heilsbronn, etwa 1,3 km. Entsteht in der Mitte des Ketteldorfer Forsts auf knapp 425 m ü. NN. Ab hier bis fast zuletzt ungefährer Ostlauf.
- Sichertbächlein, von links und Nordwesten auf etwa 370 m ü. NN etwa 1,3 km östlich von Weiterndorf, rund 2,4 km. Entsteht auf unter 410 m ü. NN in der Gewerbezone am Nordostrand von Heilsbronn, wonach es gleich eine Weiherkette durchläuft.
- Weißenbronner Bächlein, von rechts und Südosten auf unter 360 m ü. NN am oberen Ortsrand von Göddeldorf, ca. 3,3 km. Entsteht aus mehreren Quellen in und bei Weißenbronn, die mündungsfernste liegt auf unter 405 m ü. NN in einer Auenwiese inmitten des Dorfes zwischen Quell- und Bergstraße. Nach dem Quellort kurz dräniert.
- (Auengraben), von links auf über 350 m ü. NN an der Einöde Christenmühle der Gemeinde Rohr im Landkreis Roth, ca. 1,2 km. Entsteht gleich nach Göddeldorf in der Aue und läuft der Schwabach in höchstens 60 Metern Abstand parallel.
- Erlbach, von links und Nordwesten auf etwa 350 m ü. NN bei den ersten Häusern von Rohr selbst, ca. 4,6 km. Entsteht auf etwa 397 m ü. NN westlich des Heilsbronner Ortsteils Müncherlbach und hat einen unbeständigen Oberlauf aus dem Westen von zusätzlich ca. 1,0 km neben einem Feldweg.
- (Auengraben), von rechts auf nicht viel unter 350 m ü. NN  im Bereich der Bachgasse in Rohr, ca. 1,2 km. Entsteht gleich nach der Göddelmühle in der Aue und läuft der Schwabach in höchstens 70 Metern Abstand parallel.
- (Auengraben), von rechts auf etwa 345 m ü. NN an der Unteren Mühle am Ostrand von Rohr, ca. 0,7 km. Entsteht an der Buchschwabacher Straße in Rohr und läuft der am linken Rand der Aue ziehenden Schwabach in höchstens 100 Metern Abstand in deren Mitte parallel.
- Ahnfrau, von rechts und Südwesten auf unter 345 m ü. NN zwischen Rohr und dessen Ortsteil Leuzdorf, ca. 3,2 km. Entsteht auf unter 410 m ü. NN wenig südlich des Rohrer Ortsteils Gaulnhofen.
- Limbach, von rechts und Süden auf über 342,5 m ü. NN wenig vor Leuzdorf, ca. 2,8 km. Entsteht am östlichen Rand des Rohrer Ortsteils Prünst auf unter 395 m ü. NN.
- (Auengraben), von rechts nach Leuzdorf kurz vor dem folgenden, ca. 1,3 km. Entsteht nahe an der Mündung des vorigen in der Aue und läuft der Schwabach in einem Abstand von meist unter 60 Metern rechts parallel.
- Schwallbach, auch Weilerbach, von links und Nordwesten auf 339,5 m ü. NN[BA 2] zwischen Leuzdorf und Kottensdorf, ca. 6,5 km. Entfließt als Mühlbach auf knapp 390 m ü. NN dem Dorfweiher des Roßtaler Ortsteils Trettendorf.
- (Auengraben), von rechts auf über 337 m ü. NN im Rohrer Ortsteil Kottendorf, ca. 1,0 – 1,3 km. Ursprung in den Rohrwiesen evtl. in der linken Aue gleich nach der Mündung des vorigen mit Flussquerung.
- (Bach aus Richtung Wildenbergen), von links und Norden auf unter 338 m ü. NN am Ostrand von Kottensdorf, ca. 2,1 km. Entsteht am Rande eines Feldes etwa 700 Meter nordwestlich des Rohrer Ortsteils Wildenbergen.
- (Bach aus dem Gewann Lust), von rechts und Südwesten auf rund 335 m ü. NN vor der Kottendorfer Kläranlage, ca. 1,0 km. Entsteht auf etwa 360 m ü. NN am Waldrand und durchläuft eine Kette kleiner Weiher.
- (Auengraben), von rechts auf etwa 332 m ü. NN am Westrand des Rohrer Ortsteils Gustenfelden aus den Brunnenwiesen, ca. 1,2 km. Entsteht wohl in der linken Aue etwas vor der Mündung des vorigen und unterquert halben Laufs die Schwabach.
- → (Abzweig des Nadlersbachs), nach links auf wenig über 330 m ü. NN an einem Wehr unterhalb von Gustenfelden kurz vor der Gemeinde- und Landkreisgrenze zu Schwabach.
- Volkach, von rechts und Südwesten auf etwa 327 m ü. NN in die Schwabach selbst an der Volkachstraße im Schwabacher Stadtteil Unterreichenbach, ca. 7,4 km und ca. 14,9 km². Entsteht auf etwa 410 m ü. NN westlich des Rohrer Ortsteils Dechendorf in einer Wiesenbucht im Dechenwald nur wenig nördlich der A 6.
- → (Abzweig des Mittelbachs oder Notbachs), nach rechts vom Nadlersbach nahe an der Mündung des vorigen.
- ← (Rückfluss von Mittelbach und Nadlersbach), im westlichen Zentrum von Schwabach.

Mündung der Schwabach zu Füßen des Schwabacher Stadtteils Limbach auf 308,8 m ü. NN von links und zuallerletzt Westen in die Rednitz. Der kleine Fluss ist hier 23,0 km lang und hat ein Einzugsgebiet von 108,0 km² hinter sich.

## Geschichte
Im 11. Jahrhundert wird der Fluss als Suapaha erstmals schriftlich erwähnt. Die ursprüngliche Endung lautete -aha und bedeutet im Althochdeutschen „Fließgewässer“. Das Bestimmungswort könnte vom germanischen Wortstamm *swab- mit der Bedeutung „(vom Wasser) hin- und herschlagen, wogen, schwappen“ abgeleitet sein. Eine Deutung als „Gewässer, an dem Schwaben wohnen“ gestaltet sich linguistisch schwierig.
Die Schwabach war zusammen mit der Regnitz und der Pegnitz Grenze zwischen dem Nordgau, dem Radenzgau und dem Sualafeldgau.

### BayernAtlas („BA“)
Amtliche Online-Gewässerkarte mit passendem Ausschnitt und den hier benutzten Layern: Lauf und Einzugsgebiet der Schwabach

Allgemeiner Einstieg ohne Voreinstellungen und Layer: BayernAtlas der Bayerischen Staatsregierung (Hinweise)
1. 1 2  Höhe nach dem Höhenlinienbild auf dem Hintergrundlayer Amtliche Karte.
2. 1 2 3  Höhe nach blauer Beschriftung auf dem Hintergrundlayer Amtliche Karte.
3. ↑  Länge abgemessen auf dem Hintergrundlayer Amtliche Karte.
4. ↑  Einzugsgebiet abgemessen auf dem Hintergrundlayer Amtliche Karte.

### Gewässerverzeichnis Bayern („GV“)
1. 1 2  Länge nach: Verzeichnis der Bach- und Flussgebiete in Bayern – Flussgebiet Main, Seite 40 des Bayerischen Landesamtes für Umwelt, Stand 2016 (PDF; 3,3 MB)
2. 1 2  Einzugsgebiet nach: Verzeichnis der Bach- und Flussgebiete in Bayern – Flussgebiet Main, Seite 40 des Bayerischen Landesamtes für Umwelt, Stand 2016 (PDF; 3,3 MB)

1. ↑  Franz Tichy: Geographische Landesaufnahme: Die naturräumlichen Einheiten auf Blatt 163 Nürnberg. Bundesanstalt für Landeskunde, Bad Godesberg 1973. → Online-Karte (PDF; 4,0 MB)
2. ↑  Deutsches Gewässerkundliches Jahrbuch Rheingebiet, Teil II 2006 Bayerisches Landesamt für Umwelt, S. 93, abgerufen am 7. März 2021, Auf: regierung.unterfranken.bayern.de (PDF, deutsch, 23,6 MB).
3. ↑  Albrecht Greule: Deutsches Gewässernamenbuch. Walter de Gruyter, Berlin / Boston 2014, ISBN 978-3-11-057891-1, S. 484, „¹Schwabach“ (Auszug in der Google-Buchsuche).